# Volker Gwinner
Volker Gwinner (* 18. August 1912 in Bremen; † 7. Mai 2004 in Bremen) war ein deutscher Komponist und Organist.

## Biografie
Gwinner studierte zunächst Musik bei Günther Ramin, Günter Raphael und Johann Nepomuk David. Anschließend war er als Kirchenmusiker in Bremen und Dresden (Sophienkirche) tätig. Nahezu 20 Jahre, von 1957 bis 1977 wirkte Gwinner als Komponist und Organist in Lüneburg an der St. Johanniskirche. Dazwischen lehrte er am Konservatorium in Bremen und an der Kirchenmusikschule Hannover. 1968 trat er außerdem eine Dozentenstelle an der Hochschule für Musik und Theater in Hannover an, die er bis 1980 beibehielt. 1970 erfolgte seine Ernennung zum Professor.
Gwinner schrieb zahlreiche Kompositionen für Chor, Orgel und andere Instrumente sowie Auftragsmusiken für Funk und Fernsehen. Konzertreisen führten ihn ins europäische Ausland und nach Übersee. Seinen Lebensabend verbrachte er in Bremen-Oberneuland.

## Werke (Auswahl)
- Partita für vier  Posaunen
- Seid fröhlich in Hoffnung (Festmusik für Kinderchor und Kantorei)
- O Heiland, reiß die Himmel auf (Partita für Posaunen)
- Im Jahrkreis (Chorzyklus nach einem Text von Margarete Jehn)
- Psalm 84 Kleine  Choralkantate für 4 Stimmen und Orgel
- Choral (Text: Ulrich S. Leupold 1969 nach Mfurahini, Haleluya von Bernard Kymanaywa 1966; Melodie: aus Tansania)
- Choralkantate In dulci jubilo für 4st GemChor (SSAM) und Orgel
- Melodie zu Du Kind zu dieser heilgen Zeit, Evangelisches Gesangbuch Nr. 50